# Sclerogryllus
Sclerogryllus is een geslacht van rechtvleugeligen uit de familie krekels (Gryllidae). De wetenschappelijke naam van dit geslacht is voor het eerst geldig gepubliceerd in 1985 door Gorochov.

## Soorten
Het geslacht Sclerogryllus omvat de volgende soorten:
- Sclerogryllus coriaceus Haan, 1842
- Sclerogryllus matsuurai Oshiro, 1988
- Sclerogryllus punctatus Brunner von Wattenwyl, 1893
- Sclerogryllus tympanalis Yin & Liu, 1996
- Sclerogryllus variolosus Chopard, 1933